# Mitrella baccata
Mitrella baccata is een slakkensoort uit de familie van de Columbellidae. De wetenschappelijke naam van de soort is voor het eerst geldig gepubliceerd in 1851 door Gaskoin.